# Gocce del principe Rupert

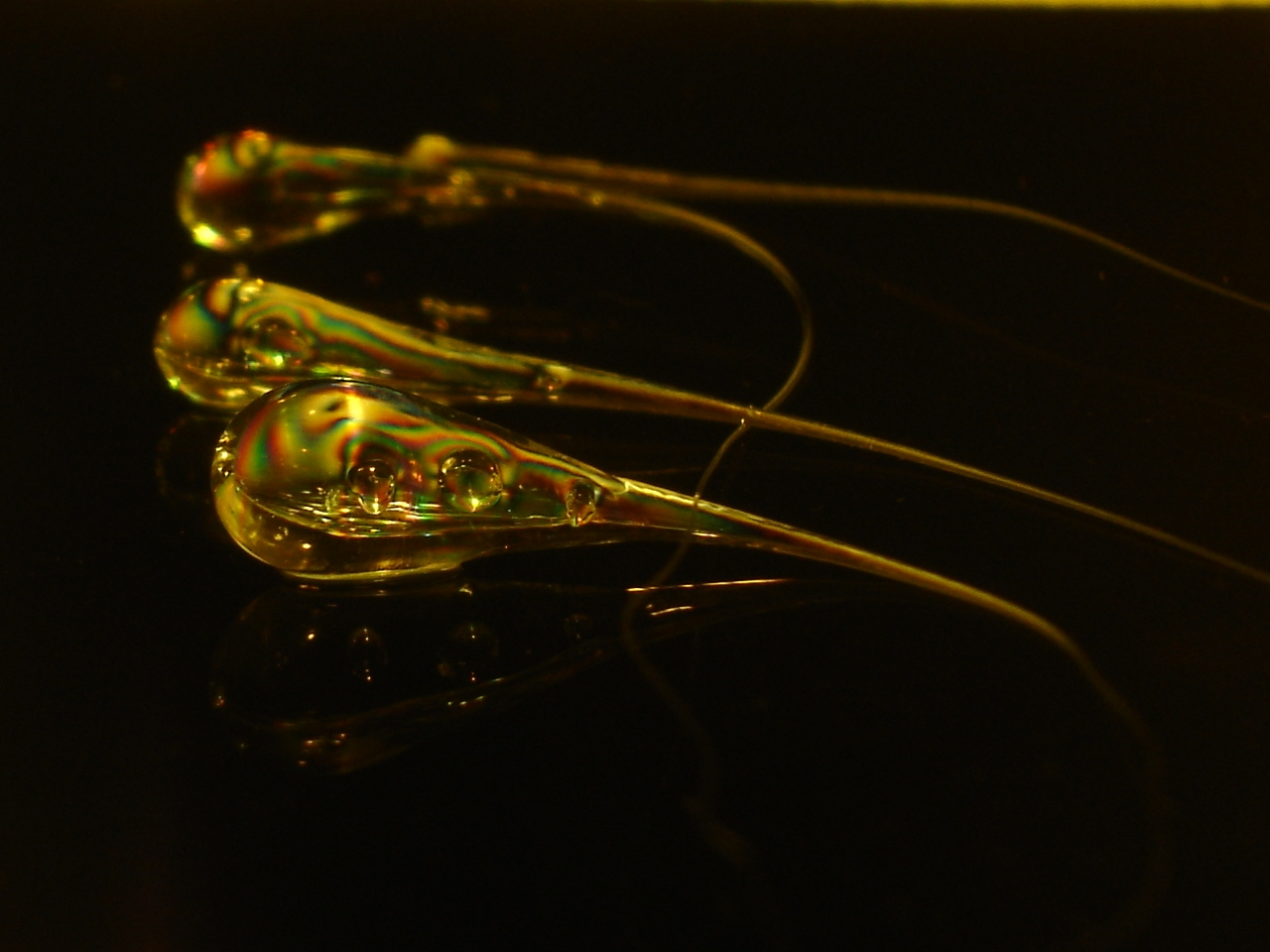
Le gocce del principe Rupert in luce polarizzata: è possibile vedere le tensioni presenti all'interno del vetro.

Le gocce del principe Rupert, dette anche Lacrime di Batavia, sono gocce di vetro temprato caratterizzate da enormi tensioni interne.

## Proprietà
Queste particolari gocce vengono ottenute facendo gocciolare del vetro fuso in acqua ghiacciata, dove raffredda immediatamente. Questa tempra estrema provoca enormi tensioni nel vetro che danno origine alle loro particolari proprietà, come ad esempio la possibilità di resistere a martellate date sulla parte bulbosa della goccia, inoltre circa il 10% delle teste delle gocce di Rupert risultano indistruttibili, tanto che in alcuni test, se schiacciate sotto una pressa idraulica, rimangono illese lasciando dei solchi, oltre che distruggere i proiettili di armi da fuoco. Invece, anche un piccolo graffio sulla "coda", provoca il rilascio dell'enorme energia accumulata, detta tensione, causando l'esplosione del vetro in una fine polvere.

## Storia
Se il meccanismo che è alla base della tempra del vetro non era noto prima del XX secolo, l'effetto è invece conosciuto da secoli. Nel 1640 il principe Ruperto del Palatinato portò all'attenzione di re Carlo II d'Inghilterra la scoperta di quelle che sono note da allora come gocce del principe Rupert.
Le gocce venivano impiegate come scherzo: Carlo II faceva tenere nel palmo della mano le gocce per la parte bulbosa, dopodiché rompeva la coda provocando una piccola esplosione che lasciava stupefatta la vittima dello scherzo.